# ベレニケ4世
ベレニケ4世エピファニア（希：Βερενίκη Δ', ラテン文字表記：Berenice IV Epiphaneia, 紀元前77年 - 紀元前55年）は、古代エジプト、プトレマイオス朝のファラオ（在位：紀元前58年 - 紀元前55年）。父はプトレマイオス12世、母はクレオパトラ5世。有名なクレオパトラ7世の姉に当たる。他の兄弟姉妹にクレオパトラ6世、アルシノエ4世、プトレマイオス13世、プトレマイオス14世がいる。

## 概要
ファッションや宴会、宝石をこよなく愛し、農民や奴隷など被支配層を軽視したと言われる。紀元前58年、父プトレマイオスがキプロスをローマに奪われるとエジプト国民に追放され、ベレニケ4世は母クレオパトラ5世と共に統治を開始したが、翌年には母が死去した。これと近い年代に姉のクレオパトラ6世も死亡していることから、ベレニケによる暗殺説が濃厚となっている。
かくして第一王位継承者となったベレニケ4世はセレウコス7世キビオサクテス（セレウコス朝の元君主とされる）と結婚するもまもなく彼を暗殺して亡きものとし、ポントスの王子を自称するアルケラオスと再婚した。しかし統治は長続きせず、紀元前55年、ローマのグナエウス・ポンペイウスの意向を受けたシリア総督アウルス・ガビニウスの援助でプトレマイオス12世が帰還し、出陣して父の軍勢と戦うも、夫のアルケラオスが戦死、ベレニケは処刑され、22歳の若さでこの世を去った。
歴史家からは「父に勝っていればオリエントはベレニケの手中にあった」と言われ、卓越した知略は評価されている。